# 행구동
행구동(杏邱洞)은 대한민국의 강원특별자치도 원주시에 설치된 동이다.

## 개요
행구동은 원래 원주군 부흥사면(富興寺面)의 지역으로 살구나무(杏)가 많이 나므로 살구둑 또는 한자로 행구(杏邱)라 하였다. 행구동은 원주 시청에서 동쪽으로 5km 거리에 위치하고 있으며, 동쪽으로는 치악산을 경계로 횡성군 강림면, 서쪽으로는 봉산동, 남쪽으로는 반곡관설동, 북쪽으로는 소초면에 접해 있다.
1914년 일제의 행정구역 통폐합에 따라 사리(四里) 일부와 오리(五里)를 병합하여 행구리라 칭하고 판부면(板富面)에 편입되었다가 1955년 원주시 승격과 구역 확장에 의하여 원주시에 편입되어 행구동이 되었다.

## 법정동
- 행구동

## 교육
- 미래고등학교
- 영강쉐마기독학교
- 강원교육과학정보원
- 원주시 미래성장교육관[깨진 링크(과거 내용 찾기)]

## 아파트
| 단지명       | 건설사         | 시행사         | 주소       | 입주        | 비고 |
| ------------ | -------------- | -------------- | ---------- | ----------- | ---- |
| 효성백년가약 | ㈜효성         | ㈜효성         |            | 2009년 5월  |      |
| 금강 아미움  | ㈜금강종합건설 | KB부동산신탁㈜ |            | 2007년 12월 |      |
| 행구현대     | 현대건설       | 현대건설       | 행구로 216 | 1997년 9월  |      |
| 행구건영     | ㈜건영         | ㈜건영         |            | 1996년 3월  |      |